# Дереволаз амазонійський
Дереволаз амазонійський (Lepidocolaptes albolineatus) — вид горобцеподібних птахів родини горнерових (Furnariidae). Мешкає в Південній Америці. Раніше вважався конспецифічним з дуїданськими, інамбарійськими і смугастими дереволазами.

## Опис
Довжина птаха становить 17-24 см, вага 18-20,5 г. Голова коричнева, поцяткована білуватими або охристими плямками. Спина і хвіст рудувато-коричневі, нижня частина тіла коричнева, поцяткована білими смужками.

## Поширення і екологія
Амазонійські дереволази мешкають на сході Венесуели (Дельта-Амакуро, північно-східний Болівар), в Гаяні, Суринамі, Французькій Гвіані та на півночі Бразилії (на північ від Амазонки, від Ріу-Негру і Ріу-Бранку на схід до Амапи). Вони живуть у вологих рівнинних і заболочених тропічних лісах та на плантаціях. Зустрічаються на висоті до 1100 м над рівнем моря.